# Timimoun
Timimoun är en ort i Algeriet.   Den ligger i provinsen Adrar, i den centrala delen av landet, 900 km söder om huvudstaden Alger. Timimoun ligger 279 meter över havet och antalet invånare är 49 237.

## Terräng och klimat
Terrängen runt Timimoun är platt.  Trakten runt Timimoun är nära nog obefolkad, med mindre än två invånare per kvadratkilometer. Det finns inga andra samhällen i närheten. Trakten runt Timimoun är ofruktbar med lite eller ingen växtlighet.